# Richard Dean Townsend Woolfe
Richard Dean Townsend Woolfe, britanski general, * 1888, † 1966.